# Crni vrh kod Vrhovina
Crni vrh kod Vrhovina este o arie protejată (sit de importanță comunitară — SCI) din Croația întinsă pe o suprafață de 1.405,85 ha, integral pe uscat.

## Localizare
Centrul sitului Crni vrh kod Vrhovina este situat la coordonatele 44°52′57″N 15°24′20″E / 44.882553°N 15.405417°E.

## Înființare
Situl Crni vrh kod Vrhovina a fost declarat sit de importanță comunitară în iulie 2013 pentru a proteja un număr necunoscut de specii din flora spontană și fauna sălbatică aflate în arealul zonei.

## Biodiversitate
Situată în ecoregiunea alpină, aria protejată conține 1 habitat natural: Păduri de pin scoțian din Dolomiții dinarici (Genisto januensis-Pinetum).
La baza desemnării sitului se află un număr nedeclarat de specii protejate.